# Sodalite
La sodalite (simbolo IMA: Sdl) è un minerale piuttosto raro della famiglia dei "silicati e germanati" con composizione chimica Na8[Cl2|AlSiO4)6] ed è quindi chimicamente un alluminosilicato di sodio con ulteriori ioni cloruro.
La sodalite è un feldspatoide appartenente al gruppo della sodalite e, strutturalmente, è un tectosilicato.

## Etimologia e storia
Il nome sodalite è un termine composto dal latino sodium ('sodio') e dal greco λίθος ('lithos', pietra) e si riferisce al suo alto contenuto di sodio.
La sodalite fu trovata per la prima volta nel complesso di Ilimmaasaq nella provincia di Kitaa (in Groenlandia) e descritta nel 1812 da Thomas Thomson.
Nel 1930, Linus Pauling pubblicò una prima proposta per la struttura della sodalite, che Jürgen Löns e H. Schulz confermarono nel 1967 con il loro lavoro cristallografico.

## Classificazione
Già nell'ormai obsoleta 8ª edizione della sistematica minerale secondo Strunz, la sodalite apparteneva alla classe minerale dei "silicati e germanati" e quindi alla sottoclasse dei "tectosilicati con zeoliti", dove insieme a nosean formava la "serie della sodalite-nosean" con il sistema nº VIII/F.07 e gli altri membri haüyne, lazurite e tugtupite.
Nella Sistematica dei lapis (Lapis-Systematik) secondo Stefan Weiß, che è stata rivista e aggiornata l'ultima volta nel 2018, che si basa ancora su questa vecchia forma edizione di Strunz per considerazione verso i collezionisti privati e le collezioni istituzionali, al minerale è stato assegnato il sistema e al minerale nº VIII/J.11-10. In questa Sistematica, ciò corrisponde alla classe dei "tectosilicati", dove la sodalite forma un gruppo indipendente, ma senza nome insieme a bicchulite, haüyne, hydrosodalite, kamaishilite, lazurite, nosean, tsaregorodtsevite, tugtupite e vladimirivanovite.
La 9ª edizione della sistematica minerale di Strunz, valida dal 2001 e aggiornata dall'Associazione Mineralogica Internazionale (IMA) fino al 2009, classifica la genthelvite nella categoria "9.F Tettosilicati senza H2O zeolitica". Questa divisione è anche ulteriormente suddivisa in base all'eventuale presenza di anioni aggiuntivi, in modo che il minerale possa essere trovato nella suddivisione "9.FB Tettosilicati con anioni aggiuntivi" in base alla sua composizione, dove si trova insieme a bicchulite, kamaishilite, kircherite, kyanoxalite, tsaregorodtsevite, tugtupite, vladimirivanovite, genthelvite, haüyne, helvine, lazurite, nosean e danalite con le quali forma il "gruppo della sodalite-danalite" con il sistema nº 9.FB.10.
Tale classificazione rimane invariata anche nell'edizione successiva, proseguita dal database "mindat.org" e chiamata Classificazione Strunz-mindat.
Anche la sistematica dei minerali secondo Dana, che viene utilizzata principalmente nel mondo anglosassone, classifica la sodalite nella classe dei "silicati e germanati" e lì nella sottoclasse dei "tectosilicati: reticoli Al-Si". Qui viene citata anche come l'omonimo del "gruppo della sodalite" con il sistema nº 76.02.03 nell'ambito della suddivisione "Tectosilicati: reticoli Al-Si, rappresentanti dei feldspati e specie affini".

## Abito cristallino
La sodalite cristallizza nel sistema cubico nel gruppo spaziale P43n (gruppo nº 218) con il parametro reticolo a = 8,88 Å e una unità di formula per cella unitaria.

## Proprietà
A seconda di dove è stata trovata, la sodalite mostra una forte fluorescenza rosso-arancio e una fosforescenza gialla sotto la luce ultravioletta a onde lunghe e corte.
La sodalite è facilmente solubile in acidi da deboli a moderatamente forti come l'acido cloridrico, a causa del quale prima scolorisce e dopo un po' di tempo si dissolve con la precipitazione di gel di silice. Sotto l'influenza del calore, anche le reazioni, in particolare la perdita di colore, sono più veloci. Anche l'acqua bollente è in grado di rimuovere il sodio e il cloro dalla sodalite.

## Modificazioni e varietà

### Hackmanite
L'hackmanite (dal nome di Victor Hackman) è una varietà contenente solfati, dal biancastro al rosato-violaceo, scoperta per la prima volta nel 1991 in Québec (Canada) in una qualità degna di essere tagliata. Una proprietà speciale dell'hackmanite è la sua tenebrescenza, probabilmente causata dai centri di colore. Hackmaniti con questa proprietà sono state trovate a Bancroft in Ontario e a Mount Saint-Hilaire in Québec in Canada, nel complesso carbonatitico-alcalino "Magnet Cove" nella contea di Hot Spring in Arkansas (Stati Uniti), nel "Complesso di Ilimmaasaq" (anche Ilimaussaq o Ilímaussaq) e vicino a Narssaq in Groenlandia, nel Langesundfjord nella contea di Telemark e sul monti Chibiny sulla penisola di Kola (in Russia).
A differenza dell'hackmanite "normale", il suo colore non sbiadisce alla luce del sole, ma diventa più intenso. L'effetto è ancora più forte quando è sotto radiazione ultravioletta o un tubo radiogeno, sotto l'influenza dei quali il colore può essere aumentato fino a diventare un viola intenso in pochi decimi di secondo. Inoltre, c'è una fluorescenza dal rosa all'arancione. Le hackmaniti di altri siti, invece, ricaricano il loro colore al buio.
Inoltre, i ricercatori guidati da Sami Vuori sono stati in grado di dimostrare nel 2022 che l'hackmanite ha anche proprietà "radiocromatiche". Quando viene irradiato con sostanze radioattive che emettono raggi alfa, beta o gamma, il minerale cambia colore da rosato a viola rossastro, che diventa più intenso quanto più forte è l'esposizione. La colorazione è molto simile a quella causata dalle radiazioni ultraviolette e dai raggi X, ma procede più lentamente. Come per le sorgenti sopra menzionate, tuttavia, la colorazione causata dalle radiazioni ionizzanti è reversibile, cioè l'hackmanite scolorisce di nuovo dopo che l'esposizione alle radiazioni è terminata. Tuttavia, il minerale "ricorda" le esposizioni alle radiazioni del passato poiché esse causano piccoli difetti nella sua struttura cristallina.
A causa della sua colorazione reversibile e dose-dipendente, l'hackmanite sarebbe adatta come indicatore ecologico nei dosimetri. A differenza dell'hackmanite non tossica, il precedente materiale dosimetrico radiocromatico è solitamente costituito da sostanze tossiche o non riutilizzabili.

### Minerali correlati
La lasurite è un componente della miscela minerale dei lapislazzuli. La sodalite con radicali S−3 e S−2 produce un colore blu intenso a causa della coordinazione nelle gabbie di sodalite.
Il nosean ha anche la struttura a telaio della sodalite, ma solo una gabbia su due è occupata dall'anione solfato bivalente. Il composto è incolore.

## Origine e giacitura
La sodalite si forma principalmente in rocce ignee con contenuto di SiO2 medio-basso come sieniti nefeline, fonoliti e rocce affini, ma anche metasomaticamente in rocce calcaree e marmi. I minerali associati includono egirina, ankerite, albite, andradite, barite, calcite, cancrinite, fluorite, nefelina, microclino e sanidino.
Essendo una formazione minerale piuttosto rara, la sodalite può essere abbondante in vari siti (a volte anche formando rocce), ma nel complesso non è molto comune. In tutto il mondo sono noti circa 500 siti. Oltre alla sua località tipo, il massiccio dell'Ilímaussaq, la sodalite è stata trovata anche in altre regioni della provincia di Kitaa e della provincia di Tunu in Groenlandia.
Altri siti noti includono Badakhshan (Sar-e-Sang) e Lugar in Afghanistan; Shvanidzorskii in Armenia; Nuovo Galles del Sud e Tasmania (in Australia); Cochabamba in Bolivia; le regioni nord-orientali e sud-orientali del Brasile; Shaanxi in Cina; Baden-Württemberg (Kaiserstuhl) e Renania-Palatinato (Eifel) in Germania; Auvergne-Rhône-Alpes in Francia; la Tracia in Grecia; l'arcipelago di Los in Guinea; Puglia, Campania e Lazio in Italia; la regione meridionale del Camerun; Columbia Britannica, Ontario e Québec in Canada; vicino ad Almaty e Aktobe in Kazakistan; Chonashu (Irtashskii) in Kirghizistan; il Kivu in Congo; Pokchin-san in Corea; vicino a Balaka e Chitipa in Malawi; vicino a Kidal in Mali; Meknès-Tafilalet in Marocco; Chihuahua in Messico; nel deserto del Gobi (Mongolia); Mandalay in Myanmar; la regione di Khomas in Namibia; diverse regioni della Norvegia; nel Burgenland e in Stiria in Austria; nella regione di Puno in Perù; nelle Azzorre e vicino a Faro in Portogallo; nel distretto di Harghita in Romania; alcune regioni della Russia; Sudafrica; nelle Isole Canarie in Spagna; diverse regioni della Svezia; nel Canton Ticino in Svizzera; nella regione di Arusha in Tanzania; la Scozia in Gran Bretagna; la Boemia nella Repubblica Ceca; a Donec'k in Ucraina; diverse zone degli Stati Uniti; così nel Rio delle Amazzoni in Venezuela. In Zambia la sodalite è stata rinvenuta in due località, vicino a Solwezi e Lusaka.

## Utilizzi
A causa della sua colorazione spesso macchiata di vividezza, la sodalite viene spesso trasformata in pietre preziose sotto forma di gemme e piccole sculture, ma anche sfere o cabochon per collane e sfaccettate per anelli. Le pietre blu intenso su larga scala sono talvolta indicate come "Blu Reale", le pietre blu come "Blue Sapo", le pietre blu con alcune inclusioni leggere come "Blue Tiger" e le pietre azzurre con inclusioni bianche come "Nuvolato".
Come decorazione, la sodalite viene utilizzata anche negli acquari.
Il materiale estratto in giacimenti su larga scala, come in Bolivia, Brasile, Zambia e Namibia, tra gli altri, viene trasformato in piastrelle per pavimenti e pareti o pannelli per facciate. Il materiale boliviano è molto raramente disponibile sul mercato, poiché l'estrazione avviene in condizioni difficili. Anche il "Blue King" dello Zambia non viene più estratto, in quanto non è visivamente attraente come pietra decorativa. Viene introdotto sul mercato solo il materiale brasiliano, nome commerciale "Azul Bahia".

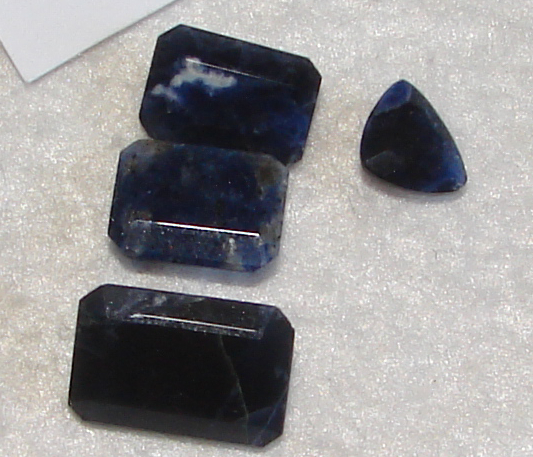
Sodalite sfaccettata
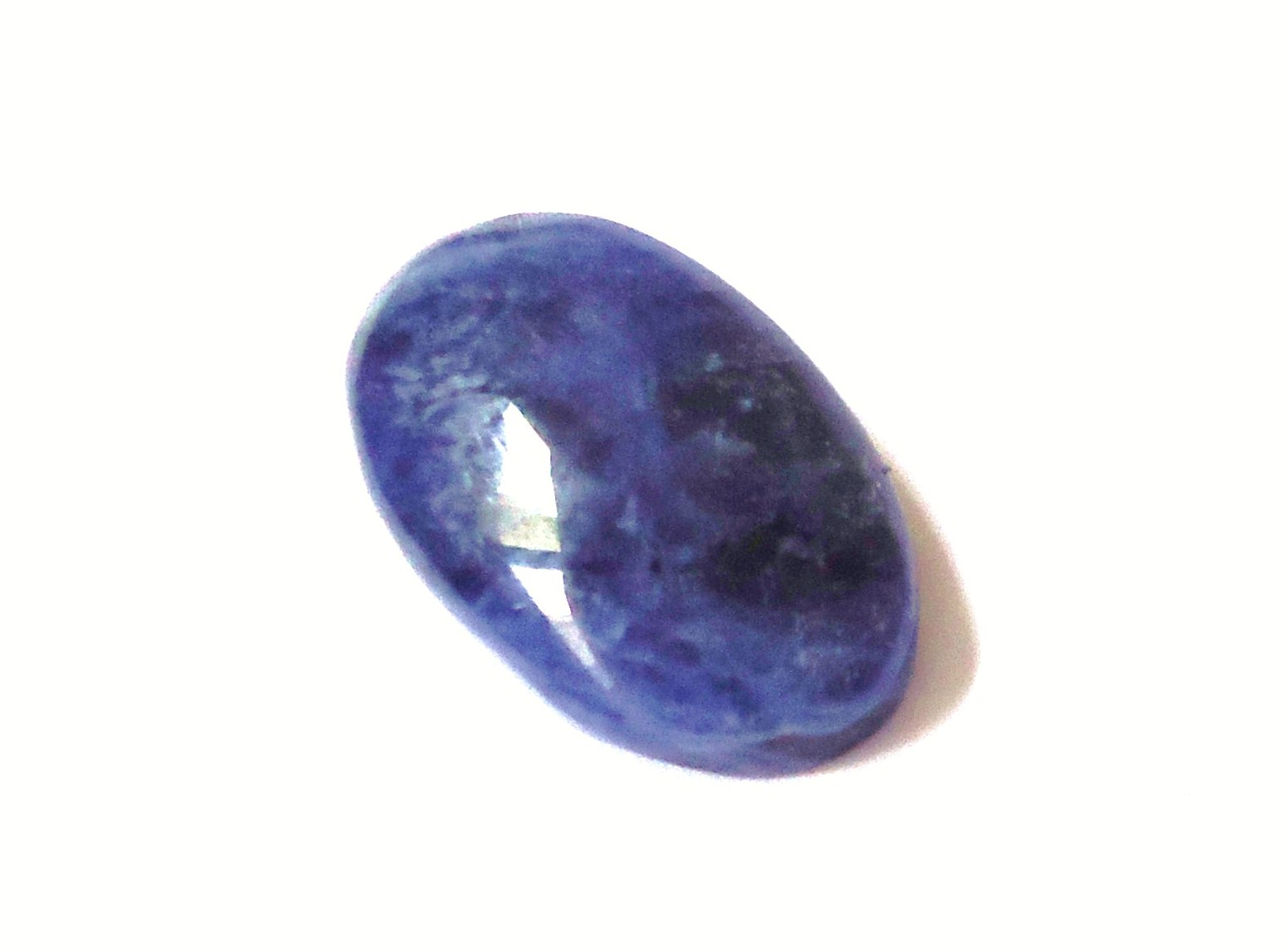
Sodalite cabochon
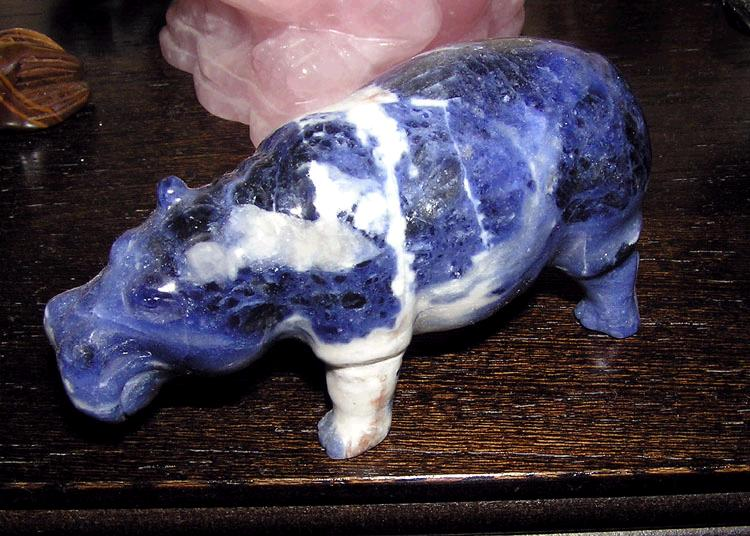
Scultura di ippopotamo realizzata in sodalite
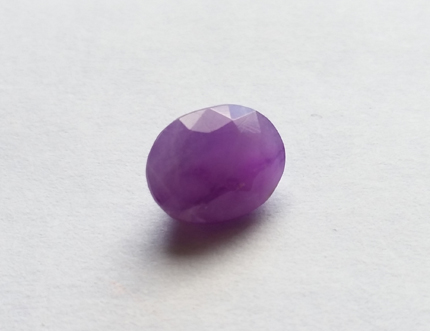
Hackmanite (2,01 ct, proveniente da Mogok, Myanmar

Come pigmento, la sodalite è di secondaria importanza. Il suo minerale correlato, la lazurite, e la miscela minerale lapislazzuli le vengono preferiti come fornitori di pigmenti.
Nella scienza, le sodaliti sintetiche, la cui composizione spesso differisce da quella del minerale, fungono da sistema modello per il gruppo di sostanze zeoliti. La gabbia di sodalite è un elemento strutturale dei composti tecnicamente importanti zeolite A, zeolite X e zeolite Y. La sintesi tecnica dei sodaliti è solitamente idrotermale.

## Forma in cui si presenta in natura
La sodalite di solito sviluppa aggregati minerali granulari o massicci con una dimensione fino a più di un metro, più raramente cristalli piccoli, di dimensioni millimetriche o centimetriche, in colore prevalentemente grigio-blu o blu scuro. A seconda di miscele o inclusioni estranee, la sodalite può anche assumere un colore bianco, giallo o da viola a rosa (hackmanite). Sono noti anche cristalli incolori.